# خانه حاج احمد کهرنگی
خانه میثمی  مربوط به دوره قاجار است و در اصفهان، خیابان مسجد حکیم، کوچه پشت مسجد حکیم واقع شده و این اثر در تاریخ ۱۸ آذر ۱۳۵۴ با شمارهٔ ثبت ۱۱۴۶ به‌عنوان یکی از آثار ملی ایران به ثبت رسیده‌است.